# 藤原兼子
藤原 兼子（ふじわら の けんし、久寿2年（1155年） - 寛喜元年8月16日（1229年9月5日））は、平安時代末期から鎌倉時代前期の公家女官。刑部卿・藤原範兼の娘。通称は卿局（きょうのつぼね）。位階の昇進に応じて卿三位、卿二位とも。後鳥羽天皇の乳母。
同じく後鳥羽天皇の乳母である藤原範子は姉。範子と前夫の娘・源在子は後鳥羽天皇の妃となり土御門天皇を産む。叔父の藤原範季（父・範兼の養子になっているので義兄となる）は後白河法皇の院近臣で、後鳥羽天皇の養育にあたった。範季の娘・藤原重子（修明門院）は後鳥羽天皇の妃となり順徳天皇を産んでいる。

## 生涯
父・範兼は永万元年（1165年）に死去し、兼子ら子供たちは幼くして残されたため、叔父・範季に養育される。一門は後鳥羽天皇と関係が深く、兼子も乳母として仕えた。無名の女性であったが、後鳥羽天皇の信任が厚く、その成長と共に重用され、正治元年（1199年）、45歳で典侍となり、政治の表舞台に現れるようになる。独身であった兼子はこの頃に権中納言・藤原宗頼と結婚している。
姉・範子の夫である源通親は後鳥羽天皇の乳父として権勢を振るった。兄の藤原範光は低い官位ながら後鳥羽天皇の近習として重用され、その権勢は通親と並び称されるほどであった。通親が擁する土御門天皇より、守成親王（のちの順徳天皇）を後鳥羽上皇が寵愛したことから、守成を後見する範光・兼子兄妹と通親の間で対立も起こっている。
建仁2年（1202年）、通親が死去し、後鳥羽上皇の独裁が強まるにつれて兼子は範光とともに側近としていっそう重用され、権勢を誇った。建仁3年（1203年）正月の除目について、『明月記』によれば、前年までは通親が実権を握っていたが、その年はすべて上皇の意志で行われ、通親に代わって権門女房（兼子）が取り仕切っていたという。
夫・宗頼は結婚から3年後の建仁3年（1203年）正月に死去し、権勢を誇る兼子に通親の弟の源通資など複数の男が近づき、兼子は同年のうちに太政大臣大炊御門頼実と再婚した。
建保6年（1218年）正月、鎌倉幕府の将軍・源実朝の後継問題を相談するため、熊野詣と称して上洛した北条政子と対面する。兼子の推挙により、政子は出家後の女性としては異例の従三位に叙せられた。兼子は養育していた頼仁親王を次期将軍に押し、政子も実朝の妻（西八条禅尼）の甥である親王を実朝の後継者とする案に賛成し、2人の間で約束が交わされた。この年の11月、兼子の後押しを受ける政子は従二位に昇った。
承久元年（1219年）、実朝が暗殺され、幕府と後鳥羽上皇の対立が深まると、親王の鎌倉下向を拒否する上皇は、兼子を遠ざけるようになる。最終的には西園寺公経の奔走により、公経の孫で九条家の三寅（藤原頼経）が次期将軍として鎌倉へ下向した。2年後の承久3年（1221年）、兵を挙げた後鳥羽上皇によって承久の乱が起こる。上皇は幕府軍に敗れ、中心となった兼子の一族も処刑されるなど連座を受け、後鳥羽上皇・順徳上皇は配流となった。
老年の兼子は都に留まり、乱後8年を生きながらえた。その間、延暦寺の僧と所領のことで争い、延暦寺によって京追放、所領没収の訴えを受けたり、倉に強盗が入って権勢の間に蓄えた財物を奪われ、警護の兵が殺害されるなどしている。
寛喜元年（1229年）夏頃、頭部の腫瘍に苦しみ、それが元で8月16日に75歳で死去。残された財産は修明門院に遺贈された。

## 関連作品
テレビドラマ
- 草燃える（1979年、NHK大河ドラマ、演：夏純子）
- 鎌倉殿の13人（2022年、NHK大河ドラマ） - 演：シルビア・グラブ）

小説
- 周防柳『身もこがれつつ――小倉山の百人一首』（2021年7月、中央公論新社、ISBN 978‐4‐12‐005447‐1、中山義秀文学賞受賞）